# Tephrosara cimmeria
Tephrosara cimmeria är en fjärilsart som beskrevs av Edward Meyrick 1914. Tephrosara cimmeria ingår i släktet Tephrosara och familjen äkta malar. Inga underarter finns listade i Catalogue of Life.